# Gonder

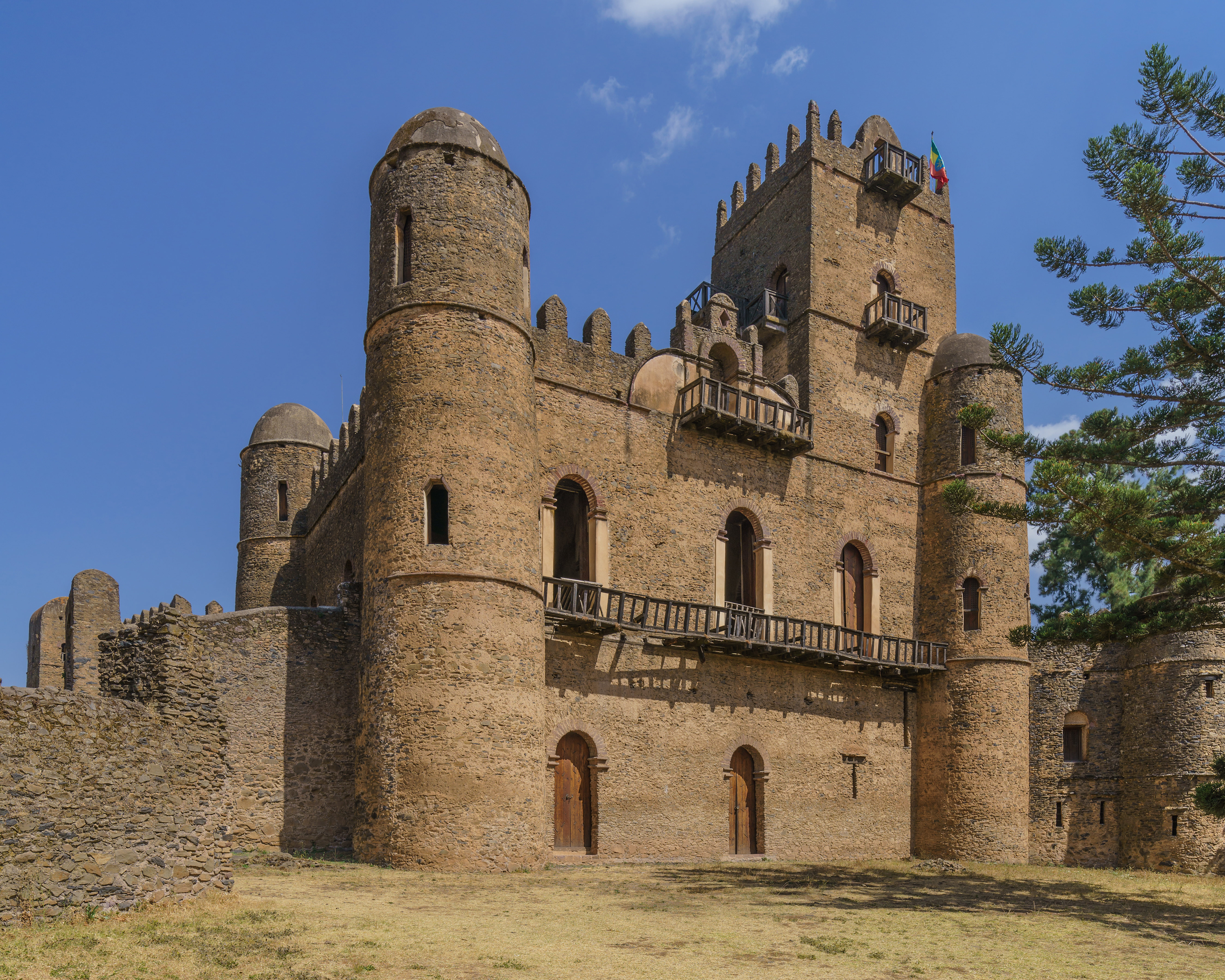
Kejsar Fasilides' palats från 1600-talet.

Gonder, eller Gondar, är den fjärde största staden i Etiopien och ligger i Amhararegionen. Staden är belägen i norra delen landet, cirka fyra mil norr om Tanasjön, och beräknades ha 227 115 invånare 2011. Staden är ett viktigt handelscenter och berömd för sitt konsthantverk. Den har en flygplats, Gondar Airport.
Gonder grundades omkring år 1635 och fungerade därefter som Etiopiens huvudstad fram till 1855. Gonder var under en period på 1600-talet en av världens folkrikaste städer, med en uppskattad folkmängd på över 60 000 invånare. Det finns i staden stora ruiner av borgar, palats och kyrkor från dess storhetstid.